# Saroji járás

A Sarojszki járás Csecsenföldön

A Sarojszki járás (oroszul Шаройский район, csecsen nyelven Шаройн КIошт) Oroszország egyik járása Csecsenföldön. Székhelye Himoj.

## Népesség
- 2002-ben 2 236 lakosa volt, melynek 64,2%-a avar (1 436 fő), 35,4%-a csecsen (792 fő), 1 lakos pedig azeri nemzetiségű.
- 2010-ben 3 094 lakosa volt, melyből 1 686 avar, 1 395 csecsen, 2 orosz.